# Мазера ди Падова
Мазера̀ ди Па̀дова (на италиански: Maserà di Padova; на венециански: Masarà, Мазара) е град и община в Северна Италия, провинция Падуа, регион Венето. Разположен е на 9 m надморска височина. Населението на общината е 9071 души (към 2010 г.).